# Thamnomyces chocoensis
Thamnomyces chocoensis är en svampart som beskrevs av Læssøe 2010. Thamnomyces chocoensis ingår i släktet Thamnomyces och familjen kolkärnsvampar.   Inga underarter finns listade i Catalogue of Life.